# Bernhard Aichner
Pour les articles homonymes, voir Aichner.
Bernhard Aichner, né en 1972 à Innsbruck, est un écrivain, dramaturge et photographe autrichien, auteur de roman policier.

## Biographie
Il passe son enfance dans le Tyrol oriental. À 17 ans, il amorce ses études secondaires à Lienz, mais retourne vivre dans sa ville natale d'Innsbruck. Là, il travaille d'abord comme serveur, puis dans un laboratoire photo. En parallèle, il commence à écrire. En 1992, il obtient son certificat de Maturité gymnasiale. Il étudie ensuite l'allemand et fait, de sa passion pour la photographie, un métier. Il participe à la création de nombreux catalogues d'art et, pendant cinq ans, devient photographe pour le quotidien autrichien Kurier''. Il publie également ses premiers textes dans des revues littéraires.
En 2000, il ouvre un studio de photographie et fait paraître Babalon, un recueil de nouvelles. Deux ans plus tard, il publie Das Nötigste über das Glück, son premier roman. En 2004, il fait jouer Pissoir, sa première pièce de théâtre et, au printemps 2006, l'ORF produit Schick, sa première pièce radiophonique. 
En août 2010 paraît le roman policer Die Schöne und der Tod qui devient un best-seller en Allemagne. Ce titre inaugure une trilogie dont le héros est Max Broll.
En 2014 est publié Vengeances (Totenfrau), le premier titre d'une série consacrée aux agissements criminels de Brünhilde Blum, propriétaire et directrice d'une entreprise de pompes funèbres.
Bernhard Aichner vit aujourd'hui à Innsbruck avec sa femme et ses trois enfants.

## Œuvre

### Romans

#### SérieMax Broll
- Die Schöne und der Tod (2010)
- Für immer tot (2011)
- Leichenspiele (2011)

#### TrilogieDie Totenfrau
- Totenfrau (2014) Publié en français sous le titre Vengeances, Paris, Éditions de l'Archipel, 2016  (ISBN 978-2-8098-1808-6) ; réédition, Paris, Pocket, coll. « Pocket. Thriller » no 16772, 2017  (ISBN 978-2-2662-7057-1)
- Totenhaus (2015) Publié en français sous le titre La Maison de l'assassin, Paris, Éditions de l'Archipel, coll. « Suspense », 2017  (ISBN 978-2-8098-2115-4)
- Totenrausch (2017)

#### Autres romans
- Das Nötigste über das Glück (2004)
- Nur Blau (2006)
- Schnee kommt (2009)

### Recueil de nouvelles
- Babalon (2000)

### Théâtre

#### Pièces de théâtre
- Pissoir (2004)
- Poltern (2006)
- Super Andi (2008)
- Vegas (2009)

#### Pièces radiophoniques
- Schick (2006)
- Unser lieber Nachbar Dr. Fuchs (2012)

## Prix et distinctions

### Prix
- Prix du polar de Burgdorf 2014